# Futbol'nyj Klub Tom' 2010
Questa voce contiene dati e statistiche per la stagione 2010 del Tom' Tomsk.

## Stagione
La squadra conquistò l'ottavo posto finale in campionato.
In Coppa il camminò finì subito a causa della sconfitta esterna col Krasnodar per 2-1.

## Rosa
| N. |                        | Ruolo | Calciatore         |
| -- | ---------------------- | ----- | ------------------ |
| 3  | Russia (bandiera)      | C     | Valeri Klimov      |
| 4  | Russia (bandiera)      | C     | Vasili Yanotovsky  |
| 5  | Russia (bandiera)      | C     | Sergei Skoblyakov  |
| 6  | Russia (bandiera)      | C     | Dmitrij Mičkov     |
| 7  | Russia (bandiera)      | C     | Vitali Volkov      |
| 8  | Russia (bandiera)      | A     | Denis Kiselyov     |
| 9  | Moldavia (bandiera)    | C     | Serghei Covalciuc  |
| 10 | Macedonia (bandiera)   | A     | Goran Maznov       |
| 11 | Ucraina (bandiera)     | C     | Kyrylo Koval'čuk   |
| 12 | Uzbekistan (bandiera)  | P     | Aleksei Poliakov   |
| 13 | Russia (bandiera)      | D     | Ilya Gultyaev      |
| 14 | Bielorussia (bandiera) | A     | Sjarhej Karnilenka |

| N. |                          | Ruolo | Calciatore                |
| -- | ------------------------ | ----- | ------------------------- |
| 15 | Russia (bandiera)        | D     | Sergei Golyatkin          |
| 17 | Russia (bandiera)        | D     | Andrej Ivanov             |
| 21 | Russia (bandiera)        | C     | Georgi Dzhioyev           |
| 22 | Russia (bandiera)        | A     | Vladimir Djadjun          |
| 24 | Russia (bandiera)        | D     | Dmitri N. Smirnov         |
| 25 | Estonia (bandiera)       | P     | Sergei Pareiko (capitano) |
| 26 | Russia (bandiera)        | D     | Viktor Stroyev            |
| 37 | Serbia (bandiera)        | D     | Đorđe Jokić               |
| 55 | Corea del Sud (bandiera) | C     | Kim Nam-Il                |
| 81 | Ungheria (bandiera)      | C     | Norbert Németh            |
| 83 | Russia (bandiera)        | C     | Aleksandr Kharitonov      |
|    | Russia (bandiera)        | A     | Artëm Dzjuba              |

## Risultati

### Campionato
| Rostov sul Don 13 marzo 2010 1ª giornata | Rostov | 0 – 2 referto | Tom' Tomsk | Stadio Olimp-2 |

| Tomsk 22 marzo 2010 2ª giornata | Tom' Tomsk | 0 – 1 referto | Rubin | Trud Stadium |

| Samara 27 marzo 2010 3ª giornata | Kryl'ja Sovetov Samara | 2 – 3 referto | Tom' Tomsk | Stadio Metallurg (Samara) |

| Tomsk 4 aprile 2010 4ª giornata | Tom' Tomsk | 2 – 2 referto | Spartak Mosca | Trud Stadium |

| Chimki 10 aprile 2010 5ª giornata | Dinamo Mosca | 0 – 0 referto | Tom' Tomsk | Arena Chimki |

| Tomsk 17 aprile 2010 6ª giornata | Tom' Tomsk | 0 – 0 referto | Zenit San Pietroburgo | Trud Stadium |

| Mosca 24 aprile 2010 7ª giornata | Lokomotiv Mosca | 2 – 1 referto | Tom' Tomsk | Stadio Lokomotiv |

| Chimki 2 maggio 2010 8ª giornata | CSKA Mosca | 3 – 1 referto | Tom' Tomsk | Arena Chimki |

| Tomsk 6 maggio 2010 9ª giornata | Tom' Tomsk | 2 – 1 referto | Terek Groznyj | Trud Stadium |

| Ramenskoe 11 maggio 2010 10ª giornata | Saturn | 1 – 2 referto | Tom' Tomsk | Saturn Stadium |

| Tomsk 15 maggio 2010 11ª giornata | Tom' Tomsk | 1 – 0 referto | Spartak-Nal'čik | Trud Stadium |

| Perm' 10 luglio 2010 12ª giornata | Amkar Perm' | 2 – 1 referto | Tom' Tomsk | Stadio Zvezda |

| Tomsk 18 luglio 2010 13ª giornata | Tom' Tomsk | 1 – 4 referto | Anži | Trud Stadium |

| Vladikavkaz 24 luglio 2010 14ª giornata | Alanija Vladikavkaz | 2 – 1 referto | Tom' Tomsk | Respublikanskij stadion Spartak |

| Tomsk 2 agosto 2010 15ª giornata | Tom' Tomsk | 3 – 2 referto | Sibir' | Trud Stadium |

| Kazan' 8 agosto 2010 16ª giornata | Rubin | 2 – 1 referto | Tom' Tomsk | Stadio Centrale |

| Tomsk 14 agosto 2010 17ª giornata | Tom' Tomsk | 1 – 1 referto | Kryl'ja Sovetov Samara | Trud Stadium |

| Mosca 21 agosto 2010 18ª giornata | Spartak Mosca | 4 – 2 referto | Tom' Tomsk | Stadio Lokomotiv |

| Tomsk 29 agosto 2010 19ª giornata | Tom' Tomsk | 1 – 0 referto | Dinamo Mosca | Trud Stadium |

| San Pietroburgo 11 settembre 2010 20ª giornata | Zenit San Pietroburgo | 2 – 0 referto | Tom' Tomsk | Stadio Petrovskij |

| Tomsk 19 settembre 2010 21ª giornata | Tom' Tomsk | 1 – 1 referto | Lokomotiv Mosca | Trud Stadium |

| Tomsk 26 settembre 2010 22ª giornata | Tom' Tomsk | 0 – 3 referto | CSKA Mosca | Trud Stadium |

| Groznyj 2 ottobre 2010 23ª giornata | Terek Groznyj | 1 – 0 referto | Tom' Tomsk | Stadio Sultan Bilimkhanov |

| Tomsk 16 ottobre 2010 24ª giornata | Tom' Tomsk | 2 – 2 referto | Saturn | Trud Stadium |

| Nal'čik 23 ottobre 2010 25ª giornata | Spartak-Nal'čik | 2 – 1 referto | Tom' Tomsk | Respublikanskij stadion Spartak |

| Tomsk 31 ottobre 2010 26ª giornata | Tom' Tomsk | 1 – 0 referto | Amkar Perm' | Trud Stadium |

| Machačkala 6 novembre 2010 27ª giornata | Anži | 1 – 0 referto | Tom' Tomsk | Stadio Dinamo |

| Tomsk 13 novembre 2010 28ª giornata | Tom' Tomsk | 1 – 1 referto | Alanija Vladikavkaz | Trud Stadium |

| Novosibirsk 20 novembre 2010 29ª giornata | Sibir' | 0 – 1 referto | Tom' Tomsk | Spartak Stadium |

| Tomsk 28 novembre 2010 30ª giornata | Tom' Tomsk | 3 – 1 referto | Rostov | Trud Stadium |

### Coppa di Russia
| Krasnodar 14 luglio 2010 Sedicesimo di finale | Krasnodar | 2 – 1 referto | Tom' Tomsk | Stadio Kuban' |